# Tour de Romandie 2018

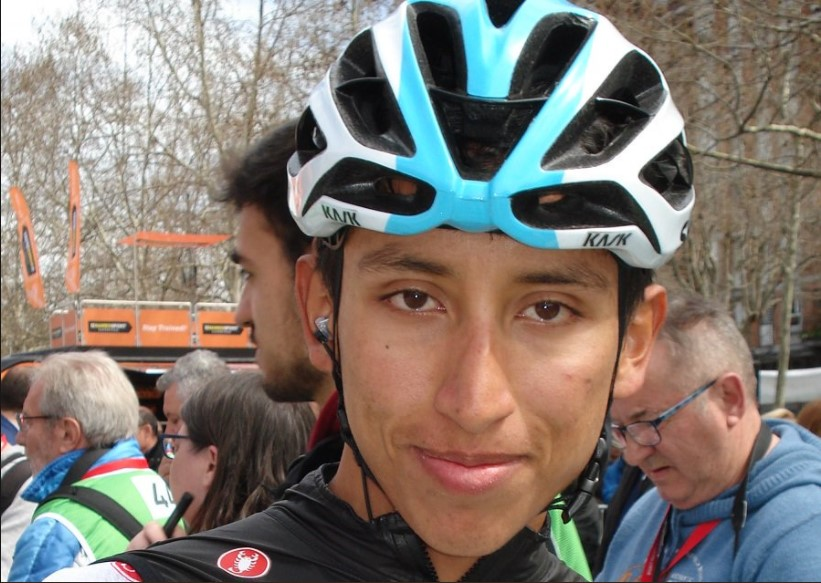
Egan Bernal sur le Tour de Romandie 2018.

Le Tour de Romandie 2018 est la 72e édition de cette course cycliste masculine sur route. Il a lieu du 24 au 29 avril 2018 en Suisse et fait partie du calendrier UCI World Tour 2018 en catégorie 2.UWT.

## Présentation

### Parcours
La course commence par un prologue de 4 kilomètres à Fribourg. La première étape, qui arrive à Delémont, offre un terrain convenant aux puncheurs avec les deux ascensions,  à 50 km et 20 km de l’arrivée, du Sommet, difficulté longue 6,19 km présentant une pente moyenne de 6,4 % et un passage à 9%, à franchir deux fois. La deuxième étape, entre Delémont et Yverdon-les-Bains, semble plus favorable aux sprinteurs. Elle est suivie d'un contre-la-montre en côte de près de dix kilomètres pour 781 mètres de dénivelé entre Ollon et la station de sports d'hiver de Villars-sur-Ollon. La quatrième étape, qui démarre et arrive à Sion, est l'étape reine de ce Tour de Romandie. Elle emprunte cinq difficultés, trois de première catégorie et deux de deuxième catégorie. La dernière d'entre elles est située à trente kilomètres de l'arrivée. Enfin, la dernière étape entre Mont-sur-Rolle et Genève est une nouvelle occasion pour les sprinteurs de se disputer la victoire,.

### Équipes
Le Tour de Romandie étant inscrit au calendrier de l'UCI World Tour, les dix-huit « World Teams » y participent. L'équipe belge Wanty-Groupe Gobert est la seule équipe continentale professionnelle invitée, de sorte que dix-neuf équipes prennent part à la course :
| WorldTeams (18)- AG2R La Mondiale - Astana - Bahrain-Merida - BMC Racing Team - Bora-Hansgrohe - Dimension Data - EF Education First-Drapac p/b Cannondale - Groupama-FDJ - Katusha-Alpecin - Lotto NL-Jumbo - Lotto Soudal - Mitchelton-Scott - Movistar Team - Quick-Step Floors - Sky - Team Sunweb - Trek-Segafredo - UAE Team Emirates Équipe continentale professionnelle- Wanty-Groupe Gobert |
| |

## Étapes
| Étape     | Date    | Villes étapes                | type                      | Distance (km) | Vainqueur d'étape | Leader du classement général |
| --------- | ------- | ---------------------------- | ------------------------- | ------------- | ----------------- | ---------------------------- |
| Prologue  | 24 avr. | Fribourg – Fribourg          | prologue                  | 4,02          | Michael Matthews  | Michael Matthews             |
| 1re étape | 25 avr. | Fribourg – Delémont          | étape de moyenne montagne | 166,6         | Omar Fraile       | Primož Roglič                |
| 2e étape  | 26 avr. | Delémont – Yverdon-les-Bains | étape de moyenne montagne | 173,9         | Thomas De Gendt   | Primož Roglič                |
| 3e étape  | 27 avr. | Ollon – Villars-sur-Ollon    | contre-la-montre en côte  | 9,9           | Egan Bernal       | Primož Roglič                |
| 4e étape  | 28 avr. | Sion – Sion                  | étape de montagne         | 149,2         | Jakob Fuglsang    | Primož Roglič                |
| 5e étape  | 29 avr. | Mont-sur-Rolle – Genève      | étape de moyenne montagne | 181,8         | Pascal Ackermann  | Primož Roglič                |

## Déroulement de la course
Le prologue est remporté par l'Australien Michael Matthews, de l'équipe Sunweb, en 5 minutes et 33 secondes. Il devance d'une seconde le Suisse Tom Bohli (BMC), longtemps en tête du classement provisoire. Le Slovène Primož Roglič (LottoNL-Jumbo), favori pour le classement général, complète le podium du jour.
Le lendemain, l'Espagnol Omar Fraile (Astana) s'impose au sprint dans un groupe d'une cinquantaine de coureurs. Michael Matthews ayant été distancé dans la dernière difficulté, de même que Bohli, Primož Roglič prend la tête du classement général.

### Prologue
| \| Classement de l'étape \| Classement de l'étape \| Classement de l'étape \| Classement de l'étape \| Classement de l'étape \| \| Coureur \| Coureur \| Pays \| Équipe \| Temps \| \| --------------------- \| --------------------- \| --------------------- \| ------------------------- \| --------------------- \| \| 1er \| Michael Matthews \| Australie \| Team Sunweb \| 5 min 33 s \| \| 2e \| Tom Bohli \| Suisse \| BMC Racing Team \| + 1 s \| \| 3e \| Primož Roglič \| Slovénie \| LottoNL-Jumbo \| + 1 s \| \| 4e \| Rohan Dennis \| Australie \| BMC Racing Team \| + 1 s \| \| 5e \| Victor Campenaerts \| Belgique \| Lotto-Soudal \| + 5 s \| \| 6e \| Geraint Thomas \| Royaume-Uni \| Team Sky \| + 5 s \| \| 7e \| William Clarke \| Australie \| EF Education First-Drapac \| + 6 s \| \| 8e \| Diego Rosa \| Italie \| Team Sky \| + 6 s \| \| 9e \| Pierre Latour \| France \| AG2R La Mondiale \| + 6 s \| \| 10e \| Gorka Izagirre \| Espagne \| Bahrain-Merida \| + 9 s \| |                    |             |                           |            |
| |                    |             |                           |            |
| Source : ProCyclingStats |                    |             |                           |            |
| Classement de l'étape |                    |             |                           |            |
| Coureur | Coureur            | Pays        | Équipe                    | Temps      |
| 1er | Michael Matthews   | Australie   | Team Sunweb               | 5 min 33 s |
| 2e | Tom Bohli          | Suisse      | BMC Racing Team           | + 1 s      |
| 3e | Primož Roglič      | Slovénie    | LottoNL-Jumbo             | + 1 s      |
| 4e | Rohan Dennis       | Australie   | BMC Racing Team           | + 1 s      |
| 5e | Victor Campenaerts | Belgique    | Lotto-Soudal              | + 5 s      |
| 6e | Geraint Thomas     | Royaume-Uni | Team Sky                  | + 5 s      |
| 7e | William Clarke     | Australie   | EF Education First-Drapac | + 6 s      |
| 8e | Diego Rosa         | Italie      | Team Sky                  | + 6 s      |
| 9e | Pierre Latour      | France      | AG2R La Mondiale          | + 6 s      |
| 10e | Gorka Izagirre     | Espagne     | Bahrain-Merida            | + 9 s      |

| \| Classement général \| Classement général \| Classement général \| Classement général \| Classement général \| \| Coureur \| Coureur \| Pays \| Équipe \| Temps \| \| ------------------ \| ------------------ \| ------------------ \| ------------------------- \| ------------------ \| \| 1er \| Michael Matthews \| Australie \| Team Sunweb \| 5 min 33 s \| \| 2e \| Tom Bohli \| Suisse \| BMC Racing Team \| + 1 s \| \| 3e \| Primož Roglič \| Slovénie \| LottoNL-Jumbo \| + 1 s \| \| 4e \| Rohan Dennis \| Australie \| BMC Racing Team \| + 1 s \| \| 5e \| Victor Campenaerts \| Belgique \| Lotto-Soudal \| + 5 s \| \| 6e \| Geraint Thomas \| Royaume-Uni \| Team Sky \| + 5 s \| \| 7e \| William Clarke \| Australie \| EF Education First-Drapac \| + 6 s \| \| 8e \| Diego Rosa \| Italie \| Team Sky \| + 6 s \| \| 9e \| Pierre Latour \| France \| AG2R La Mondiale \| + 6 s \| \| 10e \| Gorka Izagirre \| Espagne \| Bahrain-Merida \| + 9 s \| |                    |             |                           |            |
| |                    |             |                           |            |
| Source : ProCyclingStats |                    |             |                           |            |
| Classement général |                    |             |                           |            |
| Coureur | Coureur            | Pays        | Équipe                    | Temps      |
| 1er | Michael Matthews   | Australie   | Team Sunweb               | 5 min 33 s |
| 2e | Tom Bohli          | Suisse      | BMC Racing Team           | + 1 s      |
| 3e | Primož Roglič      | Slovénie    | LottoNL-Jumbo             | + 1 s      |
| 4e | Rohan Dennis       | Australie   | BMC Racing Team           | + 1 s      |
| 5e | Victor Campenaerts | Belgique    | Lotto-Soudal              | + 5 s      |
| 6e | Geraint Thomas     | Royaume-Uni | Team Sky                  | + 5 s      |
| 7e | William Clarke     | Australie   | EF Education First-Drapac | + 6 s      |
| 8e | Diego Rosa         | Italie      | Team Sky                  | + 6 s      |
| 9e | Pierre Latour      | France      | AG2R La Mondiale          | + 6 s      |
| 10e | Gorka Izagirre     | Espagne     | Bahrain-Merida            | + 9 s      |

### 1reétape
| \| Classement de l'étape \| Classement de l'étape \| Classement de l'étape \| Classement de l'étape \| Classement de l'étape \| \| Coureur \| Coureur \| Pays \| Équipe \| Temps \| \| --------------------- \| --------------------- \| --------------------- \| --------------------- \| --------------------- \| \| 1er \| Omar Fraile \| Espagne \| Astana \| 4 h 03 min 42 s \| \| 2e \| Sonny Colbrelli \| Italie \| Bahrain-Merida \| + 0 s \| \| 3e \| Rui Costa \| Portugal \| UAE Team Emirates \| + 0 s \| \| 4e \| Rudy Molard \| France \| Groupama-FDJ \| + 0 s \| \| 5e \| Gorka Izagirre \| Espagne \| Bahrain-Merida \| + 0 s \| \| 6e \| Egan Bernal \| Colombie \| Team Sky \| + 0 s \| \| 7e \| Pierre Latour \| France \| AG2R La Mondiale \| + 0 s \| \| 8e \| Xandro Meurisse \| Belgique \| Wanty-Groupe Gobert \| + 0 s \| \| 9e \| Merhawi Kudus \| Érythrée \| Dimension Data \| + 0 s \| \| 10e \| Eros Capecchi \| Italie \| Quick-Step Floors \| + 0 s \| |                 |          |                     |                 |
| |                 |          |                     |                 |
| Source : ProCyclingStats |                 |          |                     |                 |
| Classement de l'étape |                 |          |                     |                 |
| Coureur | Coureur         | Pays     | Équipe              | Temps           |
| 1er | Omar Fraile     | Espagne  | Astana              | 4 h 03 min 42 s |
| 2e | Sonny Colbrelli | Italie   | Bahrain-Merida      | + 0 s           |
| 3e | Rui Costa       | Portugal | UAE Team Emirates   | + 0 s           |
| 4e | Rudy Molard     | France   | Groupama-FDJ        | + 0 s           |
| 5e | Gorka Izagirre  | Espagne  | Bahrain-Merida      | + 0 s           |
| 6e | Egan Bernal     | Colombie | Team Sky            | + 0 s           |
| 7e | Pierre Latour   | France   | AG2R La Mondiale    | + 0 s           |
| 8e | Xandro Meurisse | Belgique | Wanty-Groupe Gobert | + 0 s           |
| 9e | Merhawi Kudus   | Érythrée | Dimension Data      | + 0 s           |
| 10e | Eros Capecchi   | Italie   | Quick-Step Floors   | + 0 s           |

| \| Classement général \| Classement général \| Classement général \| Classement général \| Classement général \| \| Coureur \| Coureur \| Pays \| Équipe \| Temps \| \| ------------------ \| -------------------- \| ------------------ \| ------------------------- \| ------------------ \| \| 1er \| Primož Roglič \| Slovénie \| LottoNL-Jumbo \| 4 h 09 min 16 s \| \| 2e \| Rohan Dennis \| Australie \| BMC Racing Team \| + 0 s \| \| 3e \| Geraint Thomas \| Royaume-Uni \| Team Sky \| + 4 s \| \| 4e \| Diego Rosa \| Italie \| Team Sky \| + 5 s \| \| 5e \| Pierre Latour \| France \| AG2R La Mondiale \| + 5 s \| \| 6e \| Gorka Izagirre \| Espagne \| Bahrain-Merida \| + 8 s \| \| 7e \| Egan Bernal \| Colombie \| Team Sky \| + 10 s \| \| 8e \| Jonathan Castroviejo \| Espagne \| Team Sky \| + 10 s \| \| 9e \| Pierre Rolland \| France \| EF Education First-Drapac \| + 10 s \| \| 10e \| Richie Porte \| Australie \| BMC Racing Team \| + 13 s \| |                      |             |                           |                 |
| |                      |             |                           |                 |
| Source : ProCyclingStats |                      |             |                           |                 |
| Classement général |                      |             |                           |                 |
| Coureur | Coureur              | Pays        | Équipe                    | Temps           |
| 1er | Primož Roglič        | Slovénie    | LottoNL-Jumbo             | 4 h 09 min 16 s |
| 2e | Rohan Dennis         | Australie   | BMC Racing Team           | + 0 s           |
| 3e | Geraint Thomas       | Royaume-Uni | Team Sky                  | + 4 s           |
| 4e | Diego Rosa           | Italie      | Team Sky                  | + 5 s           |
| 5e | Pierre Latour        | France      | AG2R La Mondiale          | + 5 s           |
| 6e | Gorka Izagirre       | Espagne     | Bahrain-Merida            | + 8 s           |
| 7e | Egan Bernal          | Colombie    | Team Sky                  | + 10 s          |
| 8e | Jonathan Castroviejo | Espagne     | Team Sky                  | + 10 s          |
| 9e | Pierre Rolland       | France      | EF Education First-Drapac | + 10 s          |
| 10e | Richie Porte         | Australie   | BMC Racing Team           | + 13 s          |

### 2eétape
| \| Classement de l'étape \| Classement de l'étape \| Classement de l'étape \| Classement de l'étape \| Classement de l'étape \| \| Coureur \| Coureur \| Pays \| Équipe \| Temps \| \| --------------------- \| --------------------- \| --------------------- \| --------------------- \| --------------------- \| \| 1er \| Thomas De Gendt \| Belgique \| Lotto-Soudal \| 4 h 03 min 05 s \| \| 2e \| Sonny Colbrelli \| Italie \| Bahrain-Merida \| + 2 min 04 s \| \| 3e \| Samuel Dumoulin \| France \| AG2R La Mondiale \| + 2 min 04 s \| \| 4e \| Michael Matthews \| Australie \| Team Sunweb \| + 2 min 04 s \| \| 5e \| Michael Mørkøv \| Danemark \| Quick-Step Floors \| + 2 min 04 s \| \| 6e \| Xandro Meurisse \| Belgique \| Wanty-Groupe Gobert \| + 2 min 04 s \| \| 7e \| Diego Rosa \| Italie \| Team Sky \| + 2 min 04 s \| \| 8e \| Egan Bernal \| Colombie \| Team Sky \| + 2 min 04 s \| \| 9e \| Pierre Latour \| France \| AG2R La Mondiale \| + 2 min 04 s \| \| 10e \| Antoine Duchesne \| Canada \| Groupama-FDJ \| + 2 min 04 s \| |                  |           |                     |                 |
| |                  |           |                     |                 |
| Source : ProCyclingStats |                  |           |                     |                 |
| Classement de l'étape |                  |           |                     |                 |
| Coureur | Coureur          | Pays      | Équipe              | Temps           |
| 1er | Thomas De Gendt  | Belgique  | Lotto-Soudal        | 4 h 03 min 05 s |
| 2e | Sonny Colbrelli  | Italie    | Bahrain-Merida      | + 2 min 04 s    |
| 3e | Samuel Dumoulin  | France    | AG2R La Mondiale    | + 2 min 04 s    |
| 4e | Michael Matthews | Australie | Team Sunweb         | + 2 min 04 s    |
| 5e | Michael Mørkøv   | Danemark  | Quick-Step Floors   | + 2 min 04 s    |
| 6e | Xandro Meurisse  | Belgique  | Wanty-Groupe Gobert | + 2 min 04 s    |
| 7e | Diego Rosa       | Italie    | Team Sky            | + 2 min 04 s    |
| 8e | Egan Bernal      | Colombie  | Team Sky            | + 2 min 04 s    |
| 9e | Pierre Latour    | France    | AG2R La Mondiale    | + 2 min 04 s    |
| 10e | Antoine Duchesne | Canada    | Groupama-FDJ        | + 2 min 04 s    |

| \| Classement général \| Classement général \| Classement général \| Classement général \| Classement général \| \| Coureur \| Coureur \| Pays \| Équipe \| Temps \| \| ------------------ \| -------------------- \| ------------------ \| ------------------------- \| ------------------ \| \| 1er \| Primož Roglič \| Slovénie \| LottoNL-Jumbo \| 8 h 14 min 25 s \| \| 2e \| Rohan Dennis \| Australie \| BMC Racing Team \| + 0 s \| \| 3e \| Geraint Thomas \| Royaume-Uni \| Team Sky \| + 4 s \| \| 4e \| Diego Rosa \| Italie \| Team Sky \| + 5 s \| \| 5e \| Pierre Latour \| France \| AG2R La Mondiale \| + 5 s \| \| 6e \| Gorka Izagirre \| Espagne \| Bahrain-Merida \| + 8 s \| \| 7e \| Egan Bernal \| Colombie \| Team Sky \| + 10 s \| \| 8e \| Jonathan Castroviejo \| Espagne \| Team Sky \| + 10 s \| \| 9e \| Pierre Rolland \| France \| EF Education First-Drapac \| + 10 s \| \| 10e \| Richie Porte \| Australie \| BMC Racing Team \| + 13 s \| |                      |             |                           |                 |
| |                      |             |                           |                 |
| Source : ProCyclingStats |                      |             |                           |                 |
| Classement général |                      |             |                           |                 |
| Coureur | Coureur              | Pays        | Équipe                    | Temps           |
| 1er | Primož Roglič        | Slovénie    | LottoNL-Jumbo             | 8 h 14 min 25 s |
| 2e | Rohan Dennis         | Australie   | BMC Racing Team           | + 0 s           |
| 3e | Geraint Thomas       | Royaume-Uni | Team Sky                  | + 4 s           |
| 4e | Diego Rosa           | Italie      | Team Sky                  | + 5 s           |
| 5e | Pierre Latour        | France      | AG2R La Mondiale          | + 5 s           |
| 6e | Gorka Izagirre       | Espagne     | Bahrain-Merida            | + 8 s           |
| 7e | Egan Bernal          | Colombie    | Team Sky                  | + 10 s          |
| 8e | Jonathan Castroviejo | Espagne     | Team Sky                  | + 10 s          |
| 9e | Pierre Rolland       | France      | EF Education First-Drapac | + 10 s          |
| 10e | Richie Porte         | Australie   | BMC Racing Team           | + 13 s          |

### 3eétape
| \| Classement de l'étape \| Classement de l'étape \| Classement de l'étape \| Classement de l'étape \| Classement de l'étape \| \| Coureur \| Coureur \| Pays \| Équipe \| Temps \| \| --------------------- \| --------------------- \| --------------------- \| --------------------- \| --------------------- \| \| 1er \| Egan Bernal \| Colombie \| Team Sky \| 25 min 10 s \| \| 2e \| Primož Roglič \| Slovénie \| LottoNL-Jumbo \| + 4 s \| \| 3e \| Richie Porte \| Australie \| BMC Racing Team \| + 18 s \| \| 4e \| Steven Kruijswijk \| Pays-Bas \| LottoNL-Jumbo \| + 48 s \| \| 5e \| Rui Costa \| Portugal \| UAE Team Emirates \| + 1 min 06 s \| \| 6e \| Pierre Latour \| France \| AG2R La Mondiale \| + 1 min 21 s \| \| 7e \| Rohan Dennis \| Australie \| BMC Racing Team \| + 1 min 26 s \| \| 8e \| Dan Martin \| Irlande \| UAE Team Emirates \| + 1 min 28 s \| \| 9e \| Emanuel Buchmann \| Allemagne \| Bora-Hansgrohe \| + 1 min 30 s \| \| 10e \| Simon Špilak \| Slovénie \| Katusha-Alpecin \| + 1 min 43 s \| |                   |           |                   |              |
| |                   |           |                   |              |
| Source : ProCyclingStats |                   |           |                   |              |
| Classement de l'étape |                   |           |                   |              |
| Coureur | Coureur           | Pays      | Équipe            | Temps        |
| 1er | Egan Bernal       | Colombie  | Team Sky          | 25 min 10 s  |
| 2e | Primož Roglič     | Slovénie  | LottoNL-Jumbo     | + 4 s        |
| 3e | Richie Porte      | Australie | BMC Racing Team   | + 18 s       |
| 4e | Steven Kruijswijk | Pays-Bas  | LottoNL-Jumbo     | + 48 s       |
| 5e | Rui Costa         | Portugal  | UAE Team Emirates | + 1 min 06 s |
| 6e | Pierre Latour     | France    | AG2R La Mondiale  | + 1 min 21 s |
| 7e | Rohan Dennis      | Australie | BMC Racing Team   | + 1 min 26 s |
| 8e | Dan Martin        | Irlande   | UAE Team Emirates | + 1 min 28 s |
| 9e | Emanuel Buchmann  | Allemagne | Bora-Hansgrohe    | + 1 min 30 s |
| 10e | Simon Špilak      | Slovénie  | Katusha-Alpecin   | + 1 min 43 s |

| \| Classement général \| Classement général \| Classement général \| Classement général \| Classement général \| \| Coureur \| Coureur \| Pays \| Équipe \| Temps \| \| ------------------ \| ------------------ \| ------------------ \| ------------------ \| ------------------ \| \| 1er \| Primož Roglič \| Slovénie \| LottoNL-Jumbo \| 8 h 39 min 39 s \| \| 2e \| Egan Bernal \| Colombie \| Team Sky \| + 6 s \| \| 3e \| Richie Porte \| Australie \| BMC Racing Team \| + 27 s \| \| 4e \| Steven Kruijswijk \| Pays-Bas \| LottoNL-Jumbo \| + 1 min 02 s \| \| 5e \| Rui Costa \| Portugal \| UAE Team Emirates \| + 1 min 17 s \| \| 6e \| Rohan Dennis \| Australie \| BMC Racing Team \| + 1 min 22 s \| \| 7e \| Pierre Latour \| France \| AG2R La Mondiale \| + 1 min 22 s \| \| 8e \| Dan Martin \| Irlande \| UAE Team Emirates \| + 1 min 42 s \| \| 9e \| Emanuel Buchmann \| Allemagne \| Bora-Hansgrohe \| + 1 min 42 s \| \| 10e \| Ion Izagirre \| Espagne \| Bahrain-Merida \| + 1 min 55 s \| |                   |           |                   |                 |
| |                   |           |                   |                 |
| Source : ProCyclingStats |                   |           |                   |                 |
| Classement général |                   |           |                   |                 |
| Coureur | Coureur           | Pays      | Équipe            | Temps           |
| 1er | Primož Roglič     | Slovénie  | LottoNL-Jumbo     | 8 h 39 min 39 s |
| 2e | Egan Bernal       | Colombie  | Team Sky          | + 6 s           |
| 3e | Richie Porte      | Australie | BMC Racing Team   | + 27 s          |
| 4e | Steven Kruijswijk | Pays-Bas  | LottoNL-Jumbo     | + 1 min 02 s    |
| 5e | Rui Costa         | Portugal  | UAE Team Emirates | + 1 min 17 s    |
| 6e | Rohan Dennis      | Australie | BMC Racing Team   | + 1 min 22 s    |
| 7e | Pierre Latour     | France    | AG2R La Mondiale  | + 1 min 22 s    |
| 8e | Dan Martin        | Irlande   | UAE Team Emirates | + 1 min 42 s    |
| 9e | Emanuel Buchmann  | Allemagne | Bora-Hansgrohe    | + 1 min 42 s    |
| 10e | Ion Izagirre      | Espagne   | Bahrain-Merida    | + 1 min 55 s    |

### 4eétape
Egan Bernal attaque à plusieurs reprises dans la dernière ascension; mais Roglič arrive toujours à le suivre. Un groupe de favoris se forme en tête. Fuglsang s'extirpe du groupe après la descente et réussit à avoir une avance pour gagner l'étape. Derrière, Bernal et Roglič se bagarrent encore sur la ligne d'arrivée pour les bonifications.
| \| Classement de l'étape \| Classement de l'étape \| Classement de l'étape \| Classement de l'étape \| Classement de l'étape \| \| Coureur \| Coureur \| Pays \| Équipe \| Temps \| \| --------------------- \| --------------------- \| --------------------- \| --------------------- \| --------------------- \| \| 1er \| Jakob Fuglsang \| Danemark \| Astana \| 4 h 18 min 48 s \| \| 2e \| Primož Roglič \| Slovénie \| LottoNL-Jumbo \| + 48 s \| \| 3e \| Egan Bernal \| Colombie \| Team Sky \| + 48 s \| \| 4e \| Rui Costa \| Portugal \| UAE Team Emirates \| + 48 s \| \| 5e \| Richie Porte \| Australie \| BMC Racing Team \| + 50 s \| \| 6e \| Rohan Dennis \| Australie \| BMC Racing Team \| + 2 min 09 s \| \| 7e \| Pierre Latour \| France \| AG2R La Mondiale \| + 2 min 09 s \| \| 8e \| Jaime Rosón \| Espagne \| Movistar Team \| + 2 min 09 s \| \| 9e \| Emanuel Buchmann \| Allemagne \| Bora-Hansgrohe \| + 2 min 09 s \| \| 10e \| Merhawi Kudus \| Érythrée \| Dimension Data \| + 2 min 09 s \| |                  |           |                   |                 |
| |                  |           |                   |                 |
| Source : ProCyclingStats |                  |           |                   |                 |
| Classement de l'étape |                  |           |                   |                 |
| Coureur | Coureur          | Pays      | Équipe            | Temps           |
| 1er | Jakob Fuglsang   | Danemark  | Astana            | 4 h 18 min 48 s |
| 2e | Primož Roglič    | Slovénie  | LottoNL-Jumbo     | + 48 s          |
| 3e | Egan Bernal      | Colombie  | Team Sky          | + 48 s          |
| 4e | Rui Costa        | Portugal  | UAE Team Emirates | + 48 s          |
| 5e | Richie Porte     | Australie | BMC Racing Team   | + 50 s          |
| 6e | Rohan Dennis     | Australie | BMC Racing Team   | + 2 min 09 s    |
| 7e | Pierre Latour    | France    | AG2R La Mondiale  | + 2 min 09 s    |
| 8e | Jaime Rosón      | Espagne   | Movistar Team     | + 2 min 09 s    |
| 9e | Emanuel Buchmann | Allemagne | Bora-Hansgrohe    | + 2 min 09 s    |
| 10e | Merhawi Kudus    | Érythrée  | Dimension Data    | + 2 min 09 s    |

| \| Classement général \| Classement général \| Classement général \| Classement général \| Classement général \| \| Coureur \| Coureur \| Pays \| Équipe \| Temps \| \| ------------------ \| ------------------ \| ------------------ \| ------------------ \| ------------------ \| \| 1er \| Primož Roglič \| Slovénie \| LottoNL-Jumbo \| 12 h 59 min 09 s \| \| 2e \| Egan Bernal \| Colombie \| Team Sky \| + 8 s \| \| 3e \| Richie Porte \| Australie \| BMC Racing Team \| + 35 s \| \| 4e \| Jakob Fuglsang \| Danemark \| Astana \| + 1 min 16 s \| \| 5e \| Rui Costa \| Portugal \| UAE Team Emirates \| + 1 min 23 s \| \| 6e \| Steven Kruijswijk \| Pays-Bas \| LottoNL-Jumbo \| + 2 min 32 s \| \| 7e \| Rohan Dennis \| Australie \| BMC Racing Team \| + 2 min 49 s \| \| 8e \| Pierre Latour \| France \| AG2R La Mondiale \| + 2 min 49 s \| \| 9e \| Emanuel Buchmann \| Allemagne \| Bora-Hansgrohe \| + 3 min 09 s \| \| 10e \| Dan Martin \| Irlande \| UAE Team Emirates \| + 3 min 12 s \| |                   |           |                   |                  |
| |                   |           |                   |                  |
| Source : ProCyclingStats |                   |           |                   |                  |
| Classement général |                   |           |                   |                  |
| Coureur | Coureur           | Pays      | Équipe            | Temps            |
| 1er | Primož Roglič     | Slovénie  | LottoNL-Jumbo     | 12 h 59 min 09 s |
| 2e | Egan Bernal       | Colombie  | Team Sky          | + 8 s            |
| 3e | Richie Porte      | Australie | BMC Racing Team   | + 35 s           |
| 4e | Jakob Fuglsang    | Danemark  | Astana            | + 1 min 16 s     |
| 5e | Rui Costa         | Portugal  | UAE Team Emirates | + 1 min 23 s     |
| 6e | Steven Kruijswijk | Pays-Bas  | LottoNL-Jumbo     | + 2 min 32 s     |
| 7e | Rohan Dennis      | Australie | BMC Racing Team   | + 2 min 49 s     |
| 8e | Pierre Latour     | France    | AG2R La Mondiale  | + 2 min 49 s     |
| 9e | Emanuel Buchmann  | Allemagne | Bora-Hansgrohe    | + 3 min 09 s     |
| 10e | Dan Martin        | Irlande   | UAE Team Emirates | + 3 min 12 s     |

### 5eétape
| \| Classement de l'étape \| Classement de l'étape \| Classement de l'étape \| Classement de l'étape \| Classement de l'étape \| \| Coureur \| Coureur \| Pays \| Équipe \| Temps \| \| --------------------- \| --------------------- \| --------------------- \| --------------------- \| --------------------- \| \| 1er \| Pascal Ackermann \| Allemagne \| Bora-Hansgrohe \| 4 h 09 min 51 s \| \| 2e \| Michael Mørkøv \| Danemark \| Quick-Step Floors \| + 0 s \| \| 3e \| Roberto Ferrari \| Italie \| UAE Team Emirates \| + 0 s \| \| 4e \| Timothy Dupont \| Belgique \| Wanty-Groupe Gobert \| + 0 s \| \| 5e \| Rüdiger Selig \| Allemagne \| Bora-Hansgrohe \| + 0 s \| \| 6e \| Sonny Colbrelli \| Italie \| Bahrain-Merida \| + 0 s \| \| 7e \| Benjamin Thomas \| France \| Groupama-FDJ \| + 0 s \| \| 8e \| Jens Keukeleire \| Belgique \| Lotto-Soudal \| + 0 s \| \| 9e \| Michael Albasini \| Suisse \| Mitchelton-Scott \| + 0 s \| \| 10e \| Samuel Dumoulin \| France \| AG2R La Mondiale \| + 0 s \| |                  |           |                     |                 |
| |                  |           |                     |                 |
| Source : ProCyclingStats |                  |           |                     |                 |
| Classement de l'étape |                  |           |                     |                 |
| Coureur | Coureur          | Pays      | Équipe              | Temps           |
| 1er | Pascal Ackermann | Allemagne | Bora-Hansgrohe      | 4 h 09 min 51 s |
| 2e | Michael Mørkøv   | Danemark  | Quick-Step Floors   | + 0 s           |
| 3e | Roberto Ferrari  | Italie    | UAE Team Emirates   | + 0 s           |
| 4e | Timothy Dupont   | Belgique  | Wanty-Groupe Gobert | + 0 s           |
| 5e | Rüdiger Selig    | Allemagne | Bora-Hansgrohe      | + 0 s           |
| 6e | Sonny Colbrelli  | Italie    | Bahrain-Merida      | + 0 s           |
| 7e | Benjamin Thomas  | France    | Groupama-FDJ        | + 0 s           |
| 8e | Jens Keukeleire  | Belgique  | Lotto-Soudal        | + 0 s           |
| 9e | Michael Albasini | Suisse    | Mitchelton-Scott    | + 0 s           |
| 10e | Samuel Dumoulin  | France    | AG2R La Mondiale    | + 0 s           |

## Classements finals

### Classement général final
| \| Classement général \| Classement général \| Classement général \| Classement général \| Classement général \| \| Coureur \| Coureur \| Pays \| Équipe \| Temps \| \| ------------------ \| ------------------ \| ------------------ \| ------------------ \| ------------------ \| \| 1er \| Primož Roglič \| Slovénie \| LottoNL-Jumbo \| 17 h 09 min 00 s \| \| 2e \| Egan Bernal \| Colombie \| Team Sky \| + 8 s \| \| 3e \| Richie Porte \| Australie \| BMC Racing Team \| + 35 s \| \| 4e \| Jakob Fuglsang \| Danemark \| Astana \| + 1 min 16 s \| \| 5e \| Rui Costa \| Portugal \| UAE Team Emirates \| + 1 min 23 s \| \| 6e \| Steven Kruijswijk \| Pays-Bas \| LottoNL-Jumbo \| + 2 min 32 s \| \| 7e \| Rohan Dennis \| Australie \| BMC Racing Team \| + 2 min 49 s \| \| 8e \| Pierre Latour \| France \| AG2R La Mondiale \| + 2 min 49 s \| \| 9e \| Emanuel Buchmann \| Allemagne \| Bora-Hansgrohe \| + 3 min 09 s \| \| 10e \| Dan Martin \| Irlande \| UAE Team Emirates \| + 3 min 12 s \| |                   |           |                   |                  |
| |                   |           |                   |                  |
| Source : ProCyclingStats |                   |           |                   |                  |
| Classement général |                   |           |                   |                  |
| Coureur | Coureur           | Pays      | Équipe            | Temps            |
| 1er | Primož Roglič     | Slovénie  | LottoNL-Jumbo     | 17 h 09 min 00 s |
| 2e | Egan Bernal       | Colombie  | Team Sky          | + 8 s            |
| 3e | Richie Porte      | Australie | BMC Racing Team   | + 35 s           |
| 4e | Jakob Fuglsang    | Danemark  | Astana            | + 1 min 16 s     |
| 5e | Rui Costa         | Portugal  | UAE Team Emirates | + 1 min 23 s     |
| 6e | Steven Kruijswijk | Pays-Bas  | LottoNL-Jumbo     | + 2 min 32 s     |
| 7e | Rohan Dennis      | Australie | BMC Racing Team   | + 2 min 49 s     |
| 8e | Pierre Latour     | France    | AG2R La Mondiale  | + 2 min 49 s     |
| 9e | Emanuel Buchmann  | Allemagne | Bora-Hansgrohe    | + 3 min 09 s     |
| 10e | Dan Martin        | Irlande   | UAE Team Emirates | + 3 min 12 s     |

| Classement de la montagne | Classement de la montagne | Classement de la montagne | Classement de la montagne | Classement de la montagne |
| Coureur                   | Coureur                   | Pays                      | Équipe                    | Points                    |
| ------------------------- | ------------------------- | ------------------------- | ------------------------- | ------------------------- |
| 1er                       | Thomas De Gendt           | Belgique                  | Lotto-Soudal              | 43 pts                    |
| 2e                        | Egan Bernal               | Colombie                  | Team Sky                  | 36 pts                    |
| 3e                        | Hugh Carthy               | Royaume-Uni               | EF Education First-Drapac | 33 pts                    |
| 4e                        | Primož Roglič             | Slovénie                  | LottoNL-Jumbo             | 27 pts                    |
| 5e                        | Mikel Nieve               | Espagne                   | Mitchelton-Scott          | 21 pts                    |
| 6e                        | Antoine Duchesne          | Canada                    | Groupama-FDJ              | 17 pts                    |
| 7e                        | Alexis Gougeard           | France                    | AG2R La Mondiale          | 17 pts                    |
| 8e                        | Pavel Sivakov             | Russie                    | Team Sky                  | 15 pts                    |
| 9e                        | Richie Porte              | Australie                 | BMC Racing Team           | 14 pts                    |
| 10e                       | Rui Costa                 | Portugal                  | UAE Team Emirates         | 14 pts                    |

| Classement de la montagne | Classement de la montagne | Classement de la montagne | Classement de la montagne | Classement de la montagne |
| Coureur                   | Coureur                   | Pays                      | Équipe                    | Points                    |
| ------------------------- | ------------------------- | ------------------------- | ------------------------- | ------------------------- |
| 1er                       | Thomas De Gendt           | Belgique                  | Lotto-Soudal              | 43 pts                    |
| 2e                        | Egan Bernal               | Colombie                  | Team Sky                  | 36 pts                    |
| 3e                        | Hugh Carthy               | Royaume-Uni               | EF Education First-Drapac | 33 pts                    |
| 4e                        | Primož Roglič             | Slovénie                  | LottoNL-Jumbo             | 27 pts                    |
| 5e                        | Mikel Nieve               | Espagne                   | Mitchelton-Scott          | 21 pts                    |
| 6e                        | Antoine Duchesne          | Canada                    | Groupama-FDJ              | 17 pts                    |
| 7e                        | Alexis Gougeard           | France                    | AG2R La Mondiale          | 17 pts                    |
| 8e                        | Pavel Sivakov             | Russie                    | Team Sky                  | 15 pts                    |
| 9e                        | Richie Porte              | Australie                 | BMC Racing Team           | 14 pts                    |
| 10e                       | Rui Costa                 | Portugal                  | UAE Team Emirates         | 14 pts                    |

| Classement par points | Classement par points | Classement par points | Classement par points | Classement par points |
| Coureur               | Coureur               | Pays                  | Équipe                | Points                |
| --------------------- | --------------------- | --------------------- | --------------------- | --------------------- |
| 1er                   | Thomas De Gendt       | Belgique              | Lotto-Soudal          | 112 pts               |
| 2e                    | Primož Roglič         | Slovénie              | LottoNL-Jumbo         | 81 pts                |
| 3e                    | Egan Bernal           | Colombie              | Team Sky              | 80 pts                |
| 4e                    | Sonny Colbrelli       | Italie                | Bahrain-Merida        | 74 pts                |
| 5e                    | Pierre Latour         | France                | AG2R La Mondiale      | 56 pts                |
| 6e                    | Rui Costa             | Portugal              | UAE Team Emirates     | 55 pts                |
| 7e                    | Jakob Fuglsang        | Danemark              | Astana                | 54 pts                |
| 8e                    | Rohan Dennis          | Australie             | BMC Racing Team       | 51 pts                |
| 9e                    | Pascal Ackermann      | Allemagne             | Bora-Hansgrohe        | 50 pts                |
| 10e                   | Michael Mørkøv        | Danemark              | Quick-Step Floors     | 46 pts                |

| Classement par points | Classement par points | Classement par points | Classement par points | Classement par points |
| Coureur               | Coureur               | Pays                  | Équipe                | Points                |
| --------------------- | --------------------- | --------------------- | --------------------- | --------------------- |
| 1er                   | Thomas De Gendt       | Belgique              | Lotto-Soudal          | 112 pts               |
| 2e                    | Primož Roglič         | Slovénie              | LottoNL-Jumbo         | 81 pts                |
| 3e                    | Egan Bernal           | Colombie              | Team Sky              | 80 pts                |
| 4e                    | Sonny Colbrelli       | Italie                | Bahrain-Merida        | 74 pts                |
| 5e                    | Pierre Latour         | France                | AG2R La Mondiale      | 56 pts                |
| 6e                    | Rui Costa             | Portugal              | UAE Team Emirates     | 55 pts                |
| 7e                    | Jakob Fuglsang        | Danemark              | Astana                | 54 pts                |
| 8e                    | Rohan Dennis          | Australie             | BMC Racing Team       | 51 pts                |
| 9e                    | Pascal Ackermann      | Allemagne             | Bora-Hansgrohe        | 50 pts                |
| 10e                   | Michael Mørkøv        | Danemark              | Quick-Step Floors     | 46 pts                |

| Classement du meilleur jeune | Classement du meilleur jeune | Classement du meilleur jeune | Classement du meilleur jeune | Classement du meilleur jeune |
| Coureur                      | Coureur                      | Pays                         | Équipe                       | Temps                        |
| ---------------------------- | ---------------------------- | ---------------------------- | ---------------------------- | ---------------------------- |
| 1er                          | Egan Bernal                  | Colombie                     | Team Sky                     | 17 h 09 min 08 s             |
| 2e                           | Daniel Martínez              | Colombie                     | EF Education First-Drapac    | + 3 min 26 s                 |
| 3e                           | David Gaudu                  | France                       | Groupama-FDJ                 | + 4 min 28 s                 |
| 4e                           | Merhawi Kudus                | Érythrée                     | Dimension Data               | + 5 min 13 s                 |
| 5e                           | Lucas Hamilton               | Australie                    | Mitchelton-Scott             | + 5 min 56 s                 |
| 6e                           | Robert Power                 | Australie                    | Mitchelton-Scott             | + 7 min 13 s                 |
| 7e                           | Amanuel Ghebreigzabhier      | Érythrée                     | Dimension Data               | + 7 min 35 s                 |
| 8e                           | Hugh Carthy                  | Royaume-Uni                  | EF Education First-Drapac    | + 14 min 31 s                |
| 9e                           | Matteo Fabbro                | Italie                       | Katusha-Alpecin              | + 15 min 31 s                |
| 10e                          | Pavel Sivakov                | Russie                       | Team Sky                     | + 17 min 09 s                |

| Classement du meilleur jeune | Classement du meilleur jeune | Classement du meilleur jeune | Classement du meilleur jeune | Classement du meilleur jeune |
| Coureur                      | Coureur                      | Pays                         | Équipe                       | Temps                        |
| ---------------------------- | ---------------------------- | ---------------------------- | ---------------------------- | ---------------------------- |
| 1er                          | Egan Bernal                  | Colombie                     | Team Sky                     | 17 h 09 min 08 s             |
| 2e                           | Daniel Martínez              | Colombie                     | EF Education First-Drapac    | + 3 min 26 s                 |
| 3e                           | David Gaudu                  | France                       | Groupama-FDJ                 | + 4 min 28 s                 |
| 4e                           | Merhawi Kudus                | Érythrée                     | Dimension Data               | + 5 min 13 s                 |
| 5e                           | Lucas Hamilton               | Australie                    | Mitchelton-Scott             | + 5 min 56 s                 |
| 6e                           | Robert Power                 | Australie                    | Mitchelton-Scott             | + 7 min 13 s                 |
| 7e                           | Amanuel Ghebreigzabhier      | Érythrée                     | Dimension Data               | + 7 min 35 s                 |
| 8e                           | Hugh Carthy                  | Royaume-Uni                  | EF Education First-Drapac    | + 14 min 31 s                |
| 9e                           | Matteo Fabbro                | Italie                       | Katusha-Alpecin              | + 15 min 31 s                |
| 10e                          | Pavel Sivakov                | Russie                       | Team Sky                     | + 17 min 09 s                |

| Classement par équipes | Classement par équipes                   | Classement par équipes | Classement par équipes |
| Équipe                 | Équipe                                   | Pays                   | Temps                  |
| ---------------------- | ---------------------------------------- | ---------------------- | ---------------------- |
| 1re                    | UAE Team Emirates                        | Émirats arabes unis    | 51 h 35 min 39 s       |
| 2e                     | Astana                                   | Kazakhstan             | + 1 min 17 s           |
| 3e                     | Sky                                      | Royaume-Uni            | + 2 min 12 s           |
| 4e                     | Bahrain-Merida                           | Bahreïn                | + 3 min 31 s           |
| 5e                     | EF Education First-Drapac p/b Cannondale | États-Unis             | + 6 min 17 s           |
| 6e                     | BMC Racing Team                          | États-Unis             | + 6 min 20 s           |
| 7e                     | Mitchelton-Scott                         | Australie              | + 7 min 23 s           |
| 8e                     | Movistar Team                            | Espagne                | + 7 min 25 s           |
| 9e                     | AG2R La Mondiale                         | France                 | + 11 min 26 s          |
| 10e                    | Groupama-FDJ                             | France                 | + 18 min 54 s          |

| Classement par équipes | Classement par équipes                   | Classement par équipes | Classement par équipes |
| Équipe                 | Équipe                                   | Pays                   | Temps                  |
| ---------------------- | ---------------------------------------- | ---------------------- | ---------------------- |
| 1re                    | UAE Team Emirates                        | Émirats arabes unis    | 51 h 35 min 39 s       |
| 2e                     | Astana                                   | Kazakhstan             | + 1 min 17 s           |
| 3e                     | Sky                                      | Royaume-Uni            | + 2 min 12 s           |
| 4e                     | Bahrain-Merida                           | Bahreïn                | + 3 min 31 s           |
| 5e                     | EF Education First-Drapac p/b Cannondale | États-Unis             | + 6 min 17 s           |
| 6e                     | BMC Racing Team                          | États-Unis             | + 6 min 20 s           |
| 7e                     | Mitchelton-Scott                         | Australie              | + 7 min 23 s           |
| 8e                     | Movistar Team                            | Espagne                | + 7 min 25 s           |
| 9e                     | AG2R La Mondiale                         | France                 | + 11 min 26 s          |
| 10e                    | Groupama-FDJ                             | France                 | + 18 min 54 s          |

### Classements UCI
Le Tour de Romandie attribue le même nombre des points pour l'UCI World Tour 2018 (uniquement pour les coureurs membres d'équipes World Tour) et le Classement mondial UCI (pour tous les coureurs).
| Position           | 1er | 2e  | 3e  | 4e  | 5e  | 6e  | 7e  | 8e  | 9e  | 10e | 11e | 12e | 13e | 14e | 15e | 16e à 20e | 21e à 30e | 31e à 50e | 51e à 55e | 56e à 60e |
| Classement général | 500 | 400 | 325 | 275 | 225 | 175 | 150 | 125 | 100 | 80  | 70  | 60  | 50  | 40  | 35  | 30        | 20        | 10        | 5         | 3         |
| Par étapes         | 60  | 25  | 10  |     |     |     |     |     |     |     |     |     |     |     |     |           |           |           |           |           |
| Leader             | 10  |     |     |     |     |     |     |     |     |     |     |     |     |     |     |           |           |           |           |           |

| Rang | Coureur           | Équipe           | Général | Etape | Leader | Total |
| ---- | ----------------- | ---------------- | ------- | ----- | ------ | ----- |
| 1er  | Primož Roglič     | Lotto NL-Jumbo   | 500     | 60    | 40     | 600   |
| 2e   | Egan Bernal       | Sky              | 400     | 70    |        | 470   |
| 3e   | Richie Porte      | BMC Racing       | 325     | 10    |        | 335   |
| 4e   | Jakob Fuglsang    | Astana           | 275     | 60    |        | 335   |
| 5e   | Rui Costa         | UAE Emirates     | 225     | 10    |        | 235   |
| 6e   | Steven Kruijswijk | Lotto NL-Jumbo   | 175     |       |        | 175   |
| 7e   | Rohan Dennis      | BMC Racing       | 150     |       |        | 150   |
| 8e   | Pierre Latour     | AG2R La Mondiale | 125     |       |        | 125   |
| 9e   | Emanuel Buchmann  | Bora-Hansgrohe   | 100     |       |        | 100   |
| 10e  | Daniel Martin     | UAE Emirates     | 80      |       |        | 80    |

#### Classements UCI World Tour à l'issue de la course
| Rang | Coureur            | Équipe            | Points |
| ---- | ------------------ | ----------------- | ------ |
| 1er  | Peter Sagan        | Bora-Hansgrohe    | 1901   |
| 2e   | Alejandro Valverde | Movistar          | 1682   |
| 3e   | Niki Terpstra      | Quick-Step Floors | 1297   |
| 4e   | Primož Roglič      | Lotto NL-Jumbo    | 1211   |
| 5e   | Julian Alaphilippe | Quick-Step Floors | 1198   |
| 6e   | Michael Valgren    | Astana            | 1195   |
| 7e   | Tiesj Benoot       | Lotto-Soudal      | 1010   |
| 8e   | Greg Van Avermaet  | BMC Racing        | 993,57 |
| 9e   | Daryl Impey        | Mitchelton-Scott  | 941,57 |
| 10e  | Jasper Stuyven     | Trek-Segafredo    | 935    |

| Rang | Équipe            | Points  |
| ---- | ----------------- | ------- |
| 1er  | Quick-Step Floors | 7006    |
| 2e   | Mitchelton-Scott  | 4196,99 |
| 3e   | Bora-Hansgrohe    | 4162    |
| 4e   | Movistar          | 4002    |
| 5e   | BMC Racing        | 3815,99 |
| 6e   | Bahrain-Merida    | 3510    |
| 7e   | Astana            | 3254    |
| 8e   | Sky               | 3148,01 |
| 9e   | Lotto-Soudal      | 3006    |
| 10e  | AG2R La Mondiale  | 2913    |

## Évolution des classements
| Étape              | Vainqueur          | Classement général | Classement de la montagne | Classement des sprints | Classement du meilleur jeune | Classement par équipes |
| ------------------ | ------------------ | ------------------ | ------------------------- | ---------------------- | ---------------------------- | ---------------------- |
| P                  | Michael Matthews   | Michael Matthews   | Non décerné               | Michael Matthews       | Tom Bohli                    | BMC Racing             |
| 1                  | Omar Fraile        | Primož Roglič      | Marco Minnaard            | Omar Fraile            | Egan Bernal                  | BMC Racing             |
| 2                  | Thomas De Gendt    | Primož Roglič      | Marco Minnaard            | Thomas De Gendt        | Egan Bernal                  | BMC Racing             |
| 3                  | Egan Bernal        | Primož Roglič      | Marco Minnaard            | Thomas De Gendt        | Egan Bernal                  | BMC Racing             |
| 4                  | Jakob Fuglsang     | Primož Roglič      | Thomas De Gendt           | Thomas De Gendt        | Egan Bernal                  | UAE Emirates           |
| 5                  | Pascal Ackermann   | Primož Roglič      | Thomas De Gendt           | Thomas De Gendt        | Egan Bernal                  | UAE Emirates           |
| Classements finals | Classements finals | Primož Roglič      | Thomas De Gendt           | Thomas De Gendt        | Egan Bernal                  | UAE Emirates           |

## Liste des participants
- Liste de départ complète

| Légende                          | Légende                                                                                                  | Légende                                | Légende                                                                                                  |
| -------------------------------- | --- | -------------------------------------- | --- |
| Num                              | Dossard de départ porté par le coureur sur ce Tour de Romandie                                           | Pos                                    | Position finale au classement général                                                                    |
| Leader du classement général     | Indique le vainqueur du classement général                                                               | Leader du classement de la montagne    | Indique le vainqueur du classement de la montagne                                                        |
| Leader du classement des sprints | Indique le vainqueur du classement des sprints                                                           | Leader du classement du meilleur jeune | Indique le vainqueur du classement du meilleur jeune                                                     |
|                                  | Indique un maillot de champion national ou mondial, suivi de sa spécialité                               | #                                      | Indique la meilleure équipe                                                                              |
| NP                               | Indique un coureur qui n'a pas pris le départ d'une étape, suivi du numéro de l'étape où il s'est retiré | AB                                     | Indique un coureur qui n'a pas terminé une étape, suivi du numéro de l'étape où il s'est retiré          |
| HD                               | Indique un coureur qui a terminé une étape hors des délais, suivi du numéro de l'étape                   | *                                      | Indique un coureur en lice pour le classement du meilleur jeune (coureurs nés après le 1er janvier 1994) |

| BMC Racing BMC                    | BMC Racing BMC           | BMC Racing BMC |
| --------------------------------- | ------------------------ | -------------- |
| Num                               | Coureur                  | Pos            |
| 1                                 | Richie Porte (AUS)       | 3e             |
| 2                                 | Joey Rosskopf (USA)      | 58e            |
| 3                                 | Danilo Wyss (SUI)        | 56e            |
| 4                                 | Kilian Frankiny (SUI)*   | 68e            |
| 5                                 | Tom Bohli (SUI)*         | 94e            |
| 6                                 | Rohan Dennis (AUS) (Clm) | 7e             |
| 7                                 | Tejay van Garderen (USA) | 45e            |
| Directeur sportif : Fabio Baldato |                          |                |

| Quick-Step Floors QST          | Quick-Step Floors QST   | Quick-Step Floors QST |
| ------------------------------ | ----------------------- | --------------------- |
| Num                            | Coureur                 | Pos                   |
| 11                             | Elia Viviani (ITA)      | HD-3                  |
| 12                             | Eros Capecchi (ITA)     | 43e                   |
| 13                             | Fernando Gaviria (COL)* | HD-3                  |
| 14                             | James Knox (GBR)*       | AB-4                  |
| 15                             | Davide Martinelli (ITA) | HD-3                  |
| 16                             | Michael Mørkøv (DEN)    | 79e                   |
| 17                             | Fabio Sabatini (ITA)    | HD-3                  |
| Directeur sportif : Tom Steels |                         |                       |

| Mitchelton-Scott MTS               | Mitchelton-Scott MTS   | Mitchelton-Scott MTS |
| ---------------------------------- | ---------------------- | -------------------- |
| Num                                | Coureur                | Pos                  |
| 21                                 | Michael Albasini (SUI) | 84e                  |
| 22                                 | Lucas Hamilton (AUS)*  | 28e                  |
| 23                                 | Damien Howson (AUS)    | 44e                  |
| 24                                 | Robert Power (AUS)*    | 32e                  |
| 25                                 | Svein Tuft (CAN) (Clm) | NP-4                 |
| 26                                 | Carlos Verona (ESP)    | 42e                  |
| 27                                 | Mikel Nieve (ESP)      | 16e                  |
| Directeur sportif : Matthew Wilson |                        |                      |

| Bora-Hansgrohe BOH                   | Bora-Hansgrohe BOH        | Bora-Hansgrohe BOH |
| ------------------------------------ | ------------------------- | ------------------ |
| Num                                  | Coureur                   | Pos                |
| 31                                   | Emanuel Buchmann (GER)    | 9e                 |
| 32                                   | Pascal Ackermann (GER)*   | 100e               |
| 33                                   | Erik Baška (SVK)*         | AB-2               |
| 34                                   | Peter Kennaugh (GBR)      | 87e                |
| 35                                   | Paweł Poljański (POL)     | 55e                |
| 36                                   | Andreas Schillinger (GER) | 101e               |
| 37                                   | Rüdiger Selig (GER)       | 99e                |
| Directeur sportif : Steffen Radochla |                           |                    |

| Movistar MOV                          | Movistar MOV             | Movistar MOV |
| ------------------------------------- | ------------------------ | ------------ |
| Num                                   | Coureur                  | Pos          |
| 41                                    | Andrey Amador (CRC)      | 40e          |
| 42                                    | Winner Anacona (COL)     | 35e          |
| 43                                    | Carlos Betancur (COL)    | AB-4         |
| 44                                    | Dayer Quintana (COL)     | 59e          |
| 45                                    | José Joaquín Rojas (ESP) | NP-1         |
| 46                                    | Jaime Rosón (ESP)        | 18e          |
| 47                                    | Eduardo Sepulveda (ARG)  | 17e          |
| Directeur sportif : José Luis Arrieta |                          |              |

| Bahrain-Merida TBM                  | Bahrain-Merida TBM         | Bahrain-Merida TBM |
| ----------------------------------- | -------------------------- | ------------------ |
| Num                                 | Coureur                    | Pos                |
| 51                                  | Ion Izagirre (ESP)         | 11e                |
| 52                                  | Sonny Colbrelli (ITA)      | 70e                |
| 53                                  | Enrico Gasparotto (ITA)    | 61e                |
| 54                                  | Gorka Izagirre (ESP)       | 22e                |
| 55                                  | Kristjan Koren (SLO)       | 92e                |
| 56                                  | Ramūnas Navardauskas (LTU) | HD-3               |
| 57                                  | Hermann Pernsteiner (AUT)  | 14e                |
| Directeur sportif : Harald Morscher |                            |                    |

| Lotto-Soudal LTS                     | Lotto-Soudal LTS               | Lotto-Soudal LTS |
| ------------------------------------ | ------------------------------ | ---------------- |
| Num                                  | Coureur                        | Pos              |
| 61                                   | Thomas De Gendt (BEL)          | 49e              |
| 62                                   | Jens Keukeleire (BEL)          | 60e              |
| 63                                   | James Shaw (GBR)*              | 71e              |
| 64                                   | Sander Armée (BEL)             | 31e              |
| 65                                   | Enzo Wouters (BEL)*            | HD-3             |
| 66                                   | Victor Campenaerts (BEL) (Clm) | HD-3             |
| 67                                   | Rémy Mertz (BEL)*              | 64e              |
| Directeur sportif : Frederik Willems |                                |                  |

| Astana AST                          | Astana AST           | Astana AST |
| ----------------------------------- | -------------------- | ---------- |
| Num                                 | Coureur              | Pos        |
| 71                                  | Jakob Fuglsang (DEN) | 4e         |
| 72                                  | Dario Cataldo (ITA)  | NP-4       |
| 73                                  | Omar Fraile (ESP)    | AB-4       |
| 74                                  | Andriy Grivko (UKR)  | 69e        |
| 75                                  | Jesper Hansen (DEN)  | 19e        |
| 76                                  | Hugo Houle (CAN)     | 54e        |
| 77                                  | Tanel Kangert (EST)  | 21e        |
| Directeur sportif : Dmitriy Fofonov |                      |            |

| AG2R La Mondiale ALM              | AG2R La Mondiale ALM         | AG2R La Mondiale ALM |
| --------------------------------- | ---------------------------- | -------------------- |
| Num                               | Coureur                      | Pos                  |
| 81                                | Mathias Frank (SUI)          | 23e                  |
| 82                                | Nico Denz (GER)*             | 91e                  |
| 83                                | Silvan Dillier (SUI) (Route) | 75e                  |
| 84                                | Axel Domont (FRA)            | 48e                  |
| 85                                | Samuel Dumoulin (FRA)        | 97e                  |
| 86                                | Alexis Gougeard (FRA)        | 78e                  |
| 87                                | Pierre Latour (FRA) (Clm)    | 8e                   |
| Directeur sportif : Didier Jannel |                              |                      |

| Sky SKY                         | Sky SKY                          | Sky SKY |
| ------------------------------- | -------------------------------- | ------- |
| Num                             | Coureur                          | Pos     |
| 91                              | Geraint Thomas (GBR)             | 33e     |
| 92                              | Egan Bernal (COL) (Clm)*         | 2e      |
| 93                              | Jonathan Castroviejo (ESP) (Clm) | 13e     |
| 94                              | David López García (ESP)         | AB-5    |
| 95                              | Pavel Sivakov (RUS)*             | 53e     |
| 96                              | Diego Rosa (ITA)                 | AB-4    |
| 97                              | Luke Rowe (GBR)                  | 81e     |
| Directeur sportif : Dario Cioni |                                  |         |

| Trek-Segafredo TFS                 | Trek-Segafredo TFS       | Trek-Segafredo TFS |
| ---------------------------------- | ------------------------ | ------------------ |
| Num                                | Coureur                  | Pos                |
| 101                                | Tsgabu Grmay (ETH) (Clm) | 24e                |
| 102                                | Fumiyuki Beppu (JPN)     | AB-4               |
| 103                                | Julien Bernard (FRA)     | 46e                |
| 104                                | Matthias Brändle (AUT)   | NP-P               |
| 105                                | Nicola Conci (ITA)*      | 67e                |
| 106                                | Gregory Daniel (USA)*    | 103e               |
| 107                                | Boy van Poppel (NED)     | HD-3               |
| Directeur sportif : Alain Gallopin |                          |                    |

| EF Education First-Drapac EFD        | EF Education First-Drapac EFD | EF Education First-Drapac EFD |
| ------------------------------------ | ----------------------------- | ----------------------------- |
| Num                                  | Coureur                       | Pos                           |
| 111                                  | Hugh Carthy (GBR)*            | 47e                           |
| 112                                  | Nathan Brown (USA)            | 39e                           |
| 113                                  | Brendan Canty (AUS)           | 72e                           |
| 114                                  | William Clarke (AUS)          | 83e                           |
| 115                                  | Joe Dombrowski (USA)          | 57e                           |
| 116                                  | Daniel Martínez (COL)*        | 12e                           |
| 117                                  | Pierre Rolland (FRA)          | 25e                           |
| Directeur sportif : Charles Wegelius |                               |                               |

| Lotto NL-Jumbo TLJ            | Lotto NL-Jumbo TLJ      | Lotto NL-Jumbo TLJ |
| ----------------------------- | ----------------------- | ------------------ |
| Num                           | Coureur                 | Pos                |
| 121                           | Primož Roglič (SLO)     | 1er                |
| 122                           | Lars Boom (NED)         | AB-4               |
| 123                           | Stef Clement (NED)      | 63e                |
| 124                           | Steven Kruijswijk (NED) | 6e                 |
| 125                           | Bram Tankink (NED)      | 88e                |
| 126                           | Floris De Tier (BEL)    | AB-4               |
| 127                           | Robert Wagner (GER)     | HD-3               |
| Directeur sportif : Jan Boven |                         |                    |

| Sunweb SUN                       | Sunweb SUN             | Sunweb SUN |
| -------------------------------- | ---------------------- | ---------- |
| Num                              | Coureur                | Pos        |
| 131                              | Michael Matthews (AUS) | NP-3       |
| 132                              | Simon Geschke (GER)    | 76e        |
| 133                              | Chris Hamilton (AUS)*  | NP-4       |
| 134                              | Tom Stamsnijder (NED)  | AB-4       |
| 135                              | Michael Storer (AUS)*  | 77e        |
| 136                              | Laurens ten Dam (NED)  | 36e        |
| 137                              | Louis Vervaeke (BEL)   | AB-4       |
| Directeur sportif : Luke Roberts |                        |            |

| UAE Emirates UAD                      | UAE Emirates UAD         | UAE Emirates UAD |
| ------------------------------------- | ------------------------ | ---------------- |
| Num                                   | Coureur                  | Pos              |
| 141                                   | Daniel Martin (IRL)      | 10e              |
| 142                                   | Anass Aït El Abdia (MAR) | 41e              |
| 143                                   | Matteo Bono (ITA)        | 89e              |
| 144                                   | Darwin Atapuma (COL)     | 38e              |
| 145                                   | Kristijan Đurasek (CRO)  | 15e              |
| 146                                   | Rui Costa (POR)          | 5e               |
| 147                                   | Roberto Ferrari (ITA)    | 98e              |
| Directeur sportif : Simone Pedrazzini |                          |                  |

| Groupama-FDJ GFC                | Groupama-FDJ GFC              | Groupama-FDJ GFC |
| ------------------------------- | ----------------------------- | ---------------- |
| Num                             | Coureur                       | Pos              |
| 151                             | Rudy Molard (FRA)             | 29e              |
| 152                             | Benjamin Thomas (FRA)*        | 80e              |
| 153                             | Léo Vincent (FRA)*            | 74e              |
| 154                             | Davide Cimolai (ITA)          | AB-2             |
| 155                             | Antoine Duchesne (CAN)        | 73e              |
| 156                             | David Gaudu (FRA)*            | 20e              |
| 157                             | Tobias Ludvigsson (SWE) (Clm) | 62e              |
| Directeur sportif : Yvon Madiot |                               |                  |

| Dimension Data DDD                     | Dimension Data DDD               | Dimension Data DDD |
| -------------------------------------- | -------------------------------- | ------------------ |
| Num                                    | Coureur                          | Pos                |
| 161                                    | Steve Cummings (GBR) (Route/Clm) | AB-2               |
| 162                                    | Nicholas Dlamini (RSA)*          | 96e                |
| 163                                    | Nicolas Dougall (RSA)            | HD-3               |
| 164                                    | Amanuel Gebrezgabihier (ERI)*    | 34e                |
| 165                                    | Merhawi Kudus (ERI)*             | 26e                |
| 166                                    | Johann van Zyl (RSA)             | 102e               |
| 167                                    | Jacobus Venter (RSA)             | 85e                |
| Directeur sportif : Gino Van Oudenhove |                                  |                    |

| Katusha-Alpecin KAT                  | Katusha-Alpecin KAT       | Katusha-Alpecin KAT |
| ------------------------------------ | ------------------------- | ------------------- |
| Num                                  | Coureur                   | Pos                 |
| 171                                  | Simon Špilak (SLO)        | 30e                 |
| 172                                  | Maxim Belkov (RUS)        | 86e                 |
| 173                                  | Alex Dowsett (GBR)        | 82e                 |
| 174                                  | Matteo Fabbro (ITA)*      | 51e                 |
| 175                                  | José Gonçalves (POR)      | 65e                 |
| 176                                  | Pavel Kochetkov (RUS)     | 52e                 |
| 177                                  | Baptiste Planckaert (BEL) | 90e                 |
| Directeur sportif : Dimitri Konyshev |                           |                     |

| Wanty-Groupe Gobert WGG                      | Wanty-Groupe Gobert WGG     | Wanty-Groupe Gobert WGG |
| -------------------------------------------- | --------------------------- | ----------------------- |
| Num                                          | Coureur                     | Pos                     |
| 181                                          | Guillaume Martin (FRA)      | 27e                     |
| 182                                          | Thomas Degand (BEL)         | 37e                     |
| 183                                          | Fabien Doubey (FRA)         | 66e                     |
| 184                                          | Timothy Dupont (BEL)        | 93e                     |
| 185                                          | Odd Christian Eiking (NOR)* | 95e                     |
| 186                                          | Xandro Meurisse (BEL)       | 50e                     |
| 187                                          | Marco Minnaard (NED)        | NP-5                    |
| Directeur sportif : Hilaire Van der Schueren |                             |                         |